# Municipio de Ayoquezco de Aldama
El municipio de Ayoquezco de Aldama (en náhuatl: ayótl, ‘piedra que suena’, quetza, 'parada, co, lugar'; lugar de la tortuga parada. En zapoteco lleva el nombre de Guegozunñi) es uno de los 570 municipios que conforman al estado mexicano de Oaxaca. Pertenece al distrito de Zimatlán, dentro de la región Valles Centrales. Su cabecera es la localidad homónima y única población del municipio.

## Demografía
El municipio está habitado por 4,874 personas; el 7% de los habitantes hablan una lengua indígena; principalmente zapoteco.
En 2020, los principales grados académicos de la población de Santa Inés Yatzeche fueron Primaria 50.2% del total), Secundaria (28.8% del total) y Preparatoria o Bachillerato General (12.5% del total).
La tasa de analfabetismo de los habitantes en 2020 fue 15.3%. Del total de la población analfabeta, 37.7% correspondió a hombres y 62.3% a mujeres.